# 播出事故
播出事故，香港、台湾又稱放送事故，是指广播电台或电视台在制作、播出、传输和覆盖过程中，因各种原因造成广播电视节目停播、劣播或与预定节目不一致的事故。

## 分类
“播出事故”的分类标准，各地可能有所不同，大致包括但不限于以下几项：
- 广播电台或电视台由于突发设备故障导致节目中断；
- 由于不可抗力（如自然灾害、遭遇袭击）导致节目中断；
- 图像和（或）声音问题，如出现噪音、画面定格、画面错位、画质突然劣化及突然出现黑屏、彩条等；
- 播出内容与预定节目不一致，且未预先通知（突发新闻事件的插播除外）；
- 错误收录不该出现的画面或声音，如在播放新闻片时出现演播室主播画面等；
- 现场直播的节目中，突然出现不宜公开播放的内容（如节目参与者无预警地做出下流举动、爆粗口等），或者有人在节目现场蓄意制造事端。

一些国家和地区会对广播电视安全播出加以规范。以中华人民共和国原广电总局颁布的《广播电视安全播出管理规定》为例，广播电视安全播出事故分为责任事故、技术事故、其它事故三类，事故级别分为特大、重大和一般三级；各地还根据《广播电视安全播出管理规定》制定了相关实施细则，并对各类事故的定性标准做出了详细划分。

## 对策
一旦因发生播出事故而导致节目无法正常播出，广播电台或者电视台通常会以风光片、音乐或者广告来填补空余时间，直至恢复正常播出为止。此外，为防止播出事故发生，广播电台或电视台也会采取一些预防措施，如延时播出、加强防灾应对、加强对编播人员的教育等。

## 实例

### 中国大陆
- 1976年9月9日，中华人民共和国及中国共产党最高领袖毛泽东逝世。当中央人民广播电台第三次播出《告全党全军全国各族人民书》时，紧接着《哀乐》竟出现了“现在广播周恩来同志治丧委员会……”的声音，引发全国听众不满。据时任中央台副台长杨正泉回忆，当时主管宣传工作的姚文元认为前两次播出的《哀乐》时间太长，要求缩短。中央台工作人员忙中出错，误用了录有周恩来治丧委员会名单的录音带，加上疏于检查，导致事故发生[2]。这起事故被称为“九九事故”。
- 2016年巴西奥运会期间，CCTV-1综合频道晚21:59:42广告故障，21:59:43-21:59:45彩条。之后是《请您欣赏》垫片，22:00:02《晚间新闻》开始。
- 2017年12月27日上午11时许，中国湖南广播电视台总部副楼二楼空调外机失火，烧断部分进出大楼的线缆，造成播控中心发送到卫星地球站的湖南卫视（高清版）和金鹰纪实频道（高清版）节目主备信号源中断，节目先后出现停播，卫星地球站自动应急切换至彩条画面垫播，两频道节目分别中断长达21分21秒和35分25秒。在此次事故中，河北、内蒙古、海南、重庆、云南等省区的有线网络由于按要求配备了中星9号卫星接收专用机，并在中星6A卫星湖南卫视高清频道信号发生中断后及时切换使用中星9号卫星高清备份信号源，从而并未造成湖南卫视高清频道在省内的长时间停播[3]。
- 2018年5月26日，央视四套《中国新闻》（19:00档）在播出节目片头时，突然切入半岛电视台英语频道的直播画面。这一失误在持续数分钟后恢复正常。[4]
- 2018年7月13日晚21时许，浙江卫视《中国好声音》现场杜比环绕声系统出现故障，导致高清频道观看时选手唱歌没有声音，导师周杰伦、谢霆锋、李健、庾澄庆说话也没有声音，只有观众的鼓掌声的状况。持续了约5分钟，且是断断续续出现此状况。
- 自CCTV-1于2015年5月1日起转为卫星加密频道之后，一些地面电视转播站或者需要转播《新闻联播》的地方台因没有配备专门的解码器和IC卡，只能使用户户通或者有线电视机顶盒作为信号源，有时会因为机顶盒报错、异常重启、强制更新等原因导致节目无法正常播出，或是出现有线电视或户户通机顶盒特有的提示信息。例如2020年11月12日，福建教育电视台在转播央视《新闻联播》时，用作信号源的户户通卫星接收机出现“E02”报错；一个多月后的12月21日，该台转播《新闻联播》时再次出错，作为信号源的福建广电网络有线电视机顶盒出现“卡中不存在节目运营商”报错情况。
- 2021年9月15日，杭州广播电视台综合频道《杭州新闻联播》出现重大播出事故，提词器出现失灵情况，男主播神色慌张、狂按遥控器的画面也被播出。该主持人表示事故发生时，他没有这段内容的备用手稿，并表示已经在深刻反省[5]。
- 2021年11月12日，天津广播电视台交通广播《红绿灯》节目直播中，男主持人白羊就北京是否为“美食荒漠”与听众发生争执，随后又与另一位主持人王琳就此发生争吵，白羊情绪失控，摔门而去，节目也因此一度中断。[6]

### 香港
- 2016年4月10日上午10时19分许，香港无线电视互动新闻台在播出《新闻报道》时突然黑屏。随后无线紧急以维多利亚港实景垫播，并附上“原定節目即將恢復播映，不便之處，敬請原諒”字样，期间插播了一次广告。约十分钟后，节目恢復正常，之后互动新闻台在屏幕右侧打出“因技術故障互動新聞節目略受影響，謹此致歉”字样[7]。

### 台湾
- 1973年10月31日，台灣電視公司於晚間九時半至十時，播放總統蔣公八秩晉七華誕祝賀節目，副控室中負責上字幕的技術指導（TD）在設定顯示祝賀當時中華民國總統蔣中正87歲大壽的字幕之後，誤把下一個節目《楊麗花歌仔戲》第一句台詞的字幕「大哥，不好了！西涼兵來了！」設定顯示出去，同時將相關字幕疊在總統蔣中正與夫人宋美齡向民眾揮手的畫面上，十五分鐘後，大批憲兵與員警進入台視副控室，將該位技術指導帶去台灣省警備總司令部。
- 1974年11月24日，台視播出中國國民黨建黨80周年特別節目，其中竟然使用了歌頌當時中國共產黨中央委員會主席毛澤東的歌曲《東方紅》。臺灣警備總司令部調查發現，是台視一名音效師從一張進口的背景音樂唱片中發現的；由於它是禁歌，台視從上到下都沒聽過，因此最終“蒙混過關”。事後，為了防止類似事件，有關部門組織了培訓班，播放《義勇軍進行曲》等一系列被禁的中國大陸歌曲，供各機關、媒體辨識。[8]
- 2022年4月20日，華視新聞資訊台早上7点播出的节目《华视晨间新闻》和9点播出的《华视整点新闻》下方跑马出现错误，播出了“新北市遭導彈擊中”“臺北港艦艇爆炸”“大屯火山爆發”等信息，一度引起观众恐慌。华视对此解释称，该字幕内容为前一天为新北消防局录制的防灾影片，因设定路径错误而误播出[9]，之后近一个月的时间内又多次出包。事后华视被罚款100万元新台币[10]。

### 美国
- 1986年4月27日，银河1号卫星上的美国HBO频道被一名自称“午夜队长”（Captain Midnight）的人士蓄意干扰，出现了彩条检验图以及对HBO表达不满的文字。事后查明，肇事者为美国的一名卫星电视业者，因对HBO的收费政策感到不满而策划并实施了这次行动[11]。
- 1987年11月22日，某匿名人士成功干扰了美国芝加哥WGN-TV（英语：WGN-TV）和WTTW（英语：WTTW）两家电视台的播出信号。由于两家电视台的画面中均出现了美剧《双面麦斯（英语：Max Headroom (TV series)）》（Max Headroom）中“双面麦斯”的形象，此次事件被称为“雙面麥斯電視信號侵擾事件”。肇事者以及目的至今仍不得而知[12]。

### 日本
- 1953年8月28日，日本电视台在开播日当天中午播出了日本历史上第一条电视广告，由精工舍（即现在的精工）赞助播出。然而由于工作人员对放映机的操作尚不习惯，而将电视胶片前后颠倒播放（当时的电视胶片，影像左侧为音轨，因此颠倒播放是没有声音的），导致该广告不仅画面左右翻转，而且以几乎全程无声的状态完成了首次播出[13]。
- 1997年12月16日，发生3D龙事件，造成至少685人受伤，其中3人重伤，并导致宝可梦动画被禁播半年。本起事故是极其罕见的造成大面积观众伤亡的意外，性质极其恶劣，以至于大幅度提升了当时全世界所有影视作品，游戏等众多娱乐作品的制作安全标准，包括但不限于高潮画面减光处理，片头加入安全提示，禁用高频闪烁等。
- 2007年9月18日，School Days最终话因避讳而无预警终止播放，改为播放在欧洲拍摄的风景片节目，结果造成观众大面积不满，并在各路社交平台怒刷“Nice Boat”表达抗议。

### 韩国
- 1988年8月4日，韩国MBC电视台的旗舰新闻节目《MBC新闻平台》开始后不久，一名男子闯入演播室，对着麦克风大喊“我的耳朵裡有窃听装置”，随即被工作人员带走。该男子名叫苏昌永（소창영，音译），事后被鉴定为精神病人。此次事件后来被称为“窃听装置放送事故”，也是韩国历史上最严重的播出事故。

### 英国
- 2017年6月10日22:00，在英国广播公司的新闻节目《BBC十点新闻》中，片头倒计时结束后没有正常播出演播室画面，而是播放了“突发新闻”（Breaking News）的提示和一条新闻短片，然后才进入攝影棚。但主持人休·爱德华兹并未意识到节目已经开始，此后“突发新闻”提示、新闻短片和攝影棚镜头交替播出，直到几分钟后主持人才恢复正常播报。BBC将此事件解释为“技术故障”[14]。